# نيكولاس فوفرج
نيكولاس فوفرج (13 أكتوبر 1984 ببيثون في فرنسا - ) (بالفرنسية: Nicolas Fauvergue)‏ هو لاعب كرة قدم فرنسي في مركز الهجوم. شارك مع منتخب فرنسا تحت 21 سنة لكرة القدم. أما مع النوادي، فقد لعب مع ستاد ريمس ونادي أجاكسيو ونادي باريس ونادي ستراسبورغ ونادي سيدان ونادي ليل ونادي ميتز.

## وصلات خارجية
- نيكولاس فوفرج على موقع رابطة كرة القدم الفرنسية للمحترفين (الإنجليزية)
- نيكولاس فوفرج على موقع قاعدة بيانات كرة القدم.إي يو (الإنجليزية)
- نيكولاس فوفرج على موقع بيانات كرة القدم. دي إي (الألمانية)
- نيكولاس فوفرج على موقع ليكيب (الفرنسية)
- نيكولاس فوفرج على موقع Soccerway.com (الإنجليزية)
- نيكولاس فوفرج على موقع عالم كرة القدم.نت (الإنجليزية)
- نيكولاس فوفرج على موقع AS.com (الإسبانية)